# Ž.B.K. Dinamo Novosibirsk
La Ženskij basketbol'nyj klub Dinamo Novosibirsk (in russo ЖБК «Динамо» Новосибирская область?) è una società femminile di pallacanestro di Novosibirsk fondata nel 1955.

## Palmarès
- Campionato sovietico: 3
1985-86, 1986-87, 1987-88
- Coppa Ronchetti: 1
1985-1986